# 911 (求救電話)
9-1-1北美地区电话号码计划（NANP）的紧急电话号码，是N11号码的八项之一。像世界其他紧急号码一样，这个号码仅供紧急情况使用。将其用于任何其他目的（例如伪造或恶作剧）在某些司法管辖区屬於犯罪行为。
在美国和加拿大的98％以上的地点，从任何电话拨打“9-1-1”将呼叫者连接到电信业的紧急调度办公室 ——称为公共安全应答点（PSAP）在紧急情况下可以向呼叫者的位置发送应急响应。在美国大约96％的地点，增强型9-1-1系统自动将呼叫者号码与物理地址对齐。截至2017年，墨西哥正在使用9-1-1系统，在不同的州和市进行实施。
澳洲和紐西蘭的急緊急救助電話為0-0-0，如果撥打9-1-1，會自動轉接到0-0-0。
在菲律宾，9-1-1紧急热线已经从2016年8月1日起开放给公众，尽管它已经先在达沃市實施。这是亚太地区首例，並取代了达沃市以外的紧急号码117。
在中国大陆，拨打911会有中英双语提示，告知用户中国大陸的紧急救助电话。在香港境內使用手提電話撥打911或112，均會自動轉駁至999報案中心。
999在新加坡、马来西亚、香港、英国和许多英国领土等地使用。 
112是欧盟和其他国家使用的等效紧急号码。在美国，一些运营商，包括AT&T，将数字112映射到紧急号码9-1-1。